# Байорите, Эугения
Эугения Байорите (лит. Eugenija Bajorytė; 19 июня 1941, д. Мирабелелис — 20 июля 2011, Вильнюс) — советская и литовская актриса и певица.

## Биография
Родилась в 1941 году деревне Мирабелелис ныне Купишкисского района Литвы.
В 1965—1970 годах окончила Литовскую государственную консерваторию по направлению пение и вокал, курс Юозаса Каросаса.
С 1970 по 1985 год — певица в Литовской филармонии, также выступала как актриса Каунасского драмтеатра.
В кино дебютировала ещё студенткой в 1968 году, сыграв главную женскую роль в фильме «Чувства», где её партнёром был актёр Регимантас Адомайтис, вскоре ставший её мужем. В дальнейшем сыграла лишь в нескольких фильмах, наиболее известна роль Джой Гастелл в советской экранизации Джека Лондона «Смок и Малыш», и посвятив себя семье, во второй половине 1980-х ушла из профессии.
Умерла в 2011 году в Вильнюсе, похоронена на Антакальнисском кладбище.

## Фильмография
- 1968 — Чувства / Jausmai — Морта, жена Каспараса / Яне
- 1969 — Да будет жизнь! / Ave, vita! — Вероника — главная роль
- 1970 — Вся правда о Колумбе / Visa teisybė apie Kolumbą — Тереза, жена Пабло
- 1975 — Смок и Малыш / Smokas ir Mažylis — Джой Гастелл
- 1980 — Встречи с 9 до 9 / Rungtynės nuo 9 iki 9 — подруга Шпокаса
- 1983 — Полёт через Атлантический океан / Skrydis per Atlantą — Касте